# Tropics and Meridians
Tropics and meridians è un album del gruppo musicale statunitense June of 44, pubblicato nel 1996 per l'etichetta Quarterstick. 
Nella confezione originale del cd sono compresi 12 francobolli artistici che richiamano temi cari alla band: navi, viaggi, memorie.

## Tracce
1. Anisette – 9:17
2. Lusitania – 2:50
3. Lawn Bowler (strumentale) – 7:45
4. June Leaf – 5:10
5. Arms Over Arteries – 6:31
6. Sanctioned in a Birdcage – 5:12